# Tommaso!
Tommaso! - I miei successi live, è un album della cantante italiana Marcella Bella.
Il titolo è un omaggio al figlio dell'artista, nato quell'anno, che compare, neonato, anche sulla foto in copertina.
I brani, scelti tra i successi della carriera dell'interprete, sono ricantati e "live", ad eccezione dell'inedito Io credo, frutto della collaborazione con l'attore Remo Girone.

## Tracce
1. Montagne verdi
2. Nessuno mai
3. Io domani
4. Canto straniero
5. Problemi
6. Nell'aria
7. Nel mio cielo puro
8. L'ultima poesia
9. Senza un briciolo di testa
10. Tanti auguri
11. Io credo (duetto inedito con Remo Girone)

## Musicisti e crediti
- Marcella Bella - voce
- Charlie Cinelli - basso
- Eugenio Mori - batteria
- Saretto Bella - tastiera, programmazione
- Adriano Pedini - batteria
- Gepy Frattali - basso
- Mario Chiesa - chitarra
- Riccardo Fioravanti - basso
- Pino Annarella - chitarra
- Stefano Menato - sax
- Lalla Francia, Emanuela Cortesi - cori